# Red Mitchell
Red Mitchell, geboren als Keith Moore Mitchell, (New York, 20 september 1927 - Salem, 8 november 1992) was een Amerikaanse bassist van de modernjazz.

## Jeugd
Mitchell kreeg sinds zijn 5e levensjaar pianoles en had later tijdens zijn ingenieursstudie ook altsaxofoon en klarinet gespeeld. Hij wisselde tijdens zijn militaire diensttijd in Duitsland naar de contrabas. Na beëindiging van zijn diensttijd studeerde hij kort aan de Juilliard School en later privé bij Herman Reinshagen. 

## Carrière
Van 1947 tot 1948 trad hij op met Jackie Paris, het daaropvolgende jaar met Mundell Lowe, Chubby Jacksons bigband en Charlie Ventura en toerde daarna tot 1951 met het orkest van Woody Herman. Daarna was hij tot 1954 lid van het Red Norvo Trio en speelde hij in Gerry Mulligans pianoloze kwartet van 1954 tot 1957. De formatie werd in 1954 tijdens het derde Jazzfestival in Parijs gehuldigd, te horen op het album Pleyel Concert (Disques Vogue). Na zijn vertrek bij Mulligan vestigde hij zich in Los Angeles, waar hij tot 1968 bleef wonen. Daar speelde hij onder meer met Hampton Hawes, nam op met Corky Hale en Ornette Coleman (Tomorrow Is The Question!, 1959) en was lid van het studio-orkest van MGM Records. In 1961 en 1962 leidde hij met Harold Land een band. Na een schatting van Leonard Feather was hij al tijdens deze periode betrokken bij meer dan duizend opnamen.
In 1968 ging hij naar Stockholm, waar hij optrad met talrijke Europese jazzmuzikanten als Putte Wickman, Svend Asmussen en Toots Thielemans, maar ook als begeleider van Amerikaanse jazzmuzikanten als Dizzy Gillespie, Gene Ammons en Phil Woods. Zijn eigen band had de beschikking over Bobo Stenson en Rune Carlson. Met zijn band Communications toerde hij ook door de Verenigde Staten. Hij nam door de critici betoonde duoalbums op met Lee Konitz, Guido Manusardi, Jim Hall, Tommy Flanagan en Warne Marsh, voordat hij meerdere opzienbarende soloalbums afleverde. Zijn bekwaamheden als componist bewees hij in 1973 op Blues For a Crushed Soul met Alice Babs en Karin Krog. Van 1986 tot 1991 presenteerde hij zich met Clark Terry op talrijke festivals.
Red Mitchell experimenteerde reeds vroeg met andere intonaties op de contrabas. Later had hij zijn bas in quinten gestemd, waarmee hij een duidelijk groter soundbereik in de diepte als ook in de hoogte bereikte. Deze sound is bijzonder goed te horen op de duo-opnamen met Clark Terry (videoclips uit de ZDF-Jazzclub en zijn te vinden op YouTube). In 1991 voorafgaande aan zijn overlijden was hij nog samen met Herb Ellis eregast op het cruiseschip The Azur tijdens het 5e Internationale Jazzfestival at Sea. (videoclips van dit samentreffen zijn ook te vinden op YouTube). In hetzelfde jaar keerde hij terug naar de Verenigde Staten.

## Onderscheidingen
Zijn soloalbum A Declaration of Independence werd in 1991 het album van het jaar in Zweden. In hetzelfde jaar kreeg Mitchell als eerste jazzmuzikant de koninklijke Zweedse eremedaille Illis Quorum.

## Overlijden
Red Mitchell overleed in november 1992 op 65-jarige leeftijd aan de gevolgen van een hartinfarct.

## Discografie
- 1955: Red Mitchell met Conte Candoli, Hampton Hawes, Joe Maini, Chuck Thompson, Betlehem Records
- 1957: Presenting Red Mitchell met James Clay, Billy Higgins, Lorraine Walsh Geller
- 1961: Hear Ye! met Carmell Jones, Harold Land, Leon Petties, Frank Strazzeri
- 1969: Fancy Dance met Joe Sample, J. C. Moses
- 1976: Chocolate Cadillac met Horace Parlan, Nisse Sandstrom, Rune Carlsson, Idrees Sulieman
- 1978: Jim Hall and Red Mitchell
- 1983: Simple Isn't Easy, soloalbum
- 1985: Home Suite, soloalbum
- 1985: The Mitchell-Marsh Big Two: Hot House met Warne Marsh
- 1986: The Red Barron Duo met Kenny Barron
- 1987: Fifty Fifty met Roger Kellaway, Stash Records
- 1989: Doggin' Around - Live at the Loa met Herb Ellis - Concord Records
- 1989: Mitchell's Talking met Ben Riley, Kenny Barron
- 1989: Hear Ye! met Harold Land, Carmell Jones, Frank Strazzeri, Leon Pettis
- 1995: Evolution met Lars Jansson, Joakim Milder
- 1995: Live in Stockholm met Roger Kellaway, Joakim Milder
- 1998: Red Mitchell-Warne Marsh Big Two, Vol. 2
- 1992, 2005: Live at Port Townsend met George Cables

- Bibsys: 1008395
- Biblioteca Nacional de España: XX1578957
- Bibliothèque nationale de France: cb13897574f (data)
- CiNii: DA08034618
- Gemeinsame Normdatei: 134464044
- International Standard Name Identifier: 0000 0000 8136 0841
- Library of Congress Control Number: n82099723
- MusicBrainz: 3a4376e4-5a1a-46f1-a1b6-927d57ba38d6
- Nationale Bibliotheek van Tsjechië: xx0062986
- Nationale bibliotheek van Australië: 36041329
- Nationale Bibliotheek van Israël: 987007322370905171
- Nationale Bibliotheek van Polen: a0000003399346
- Nationale en Universitaire bibliotheek Zagreb: 000721132
- Nederlandse Thesaurus van Auteursnamen: 070839476
- Réseau des bibliothèques de Suisse occidentale: 02-A003599230
- Istituto Centrale per il Catalogo Unico: UBOV526211
- LIBRIS: 286949
- SNAC: w6hx28zd
- Système universitaire de documentation: 085650315
- Virtual International Authority File: 56797044
- WorldCat: E39PBJmdyCM8DMmWkftym8VjYP